# 庫萊布拉山脈

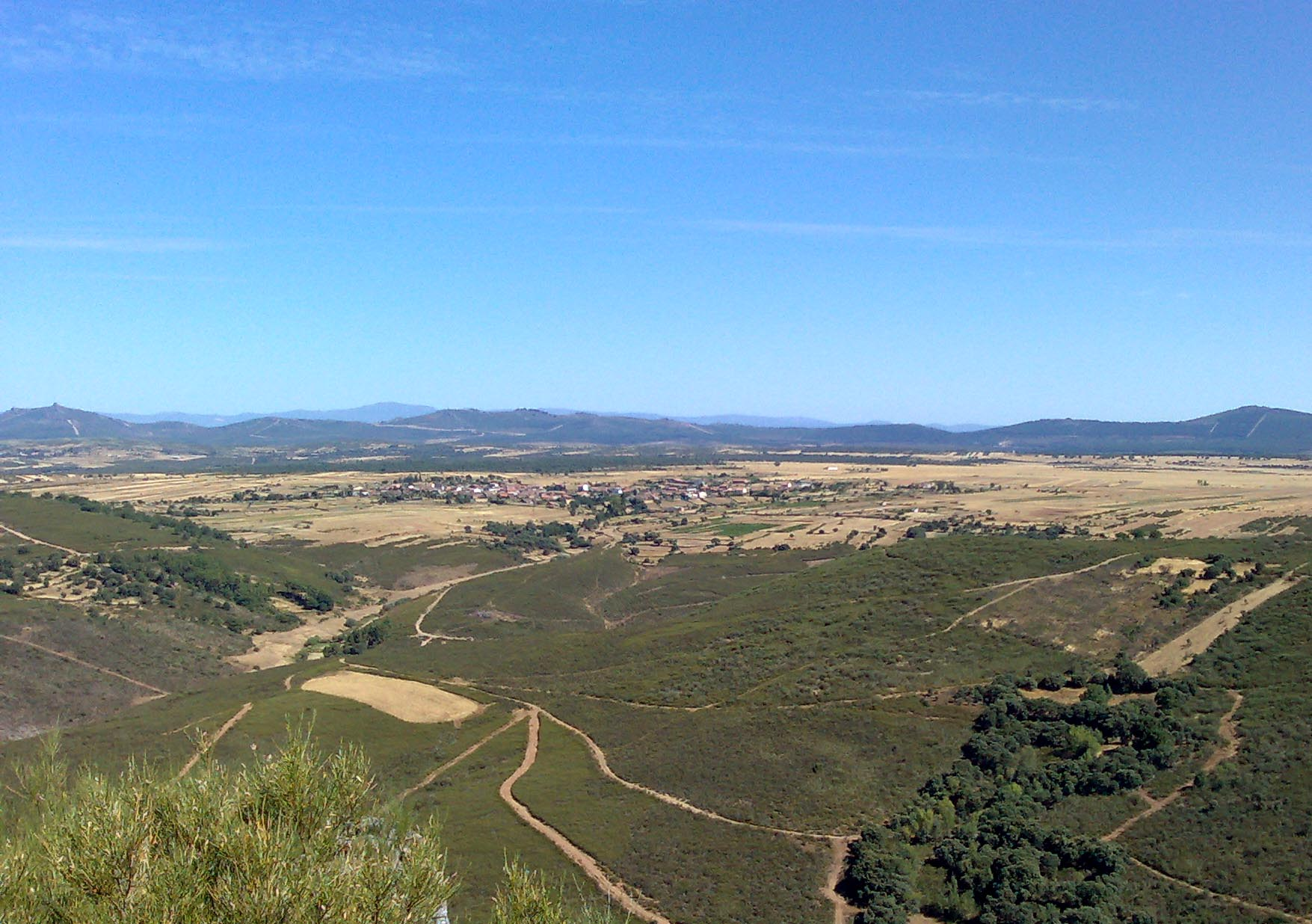

41°53′54″N 6°20′1″W / 41.89833°N 6.33361°W
庫萊布拉山脈（西班牙語：Sierra de la Culebra），是西班牙的山脈，橫跨卡斯提亞-雷昂和薩莫拉省，處於普埃夫拉德薩納夫里亞以南7公里，屬於萊昂山脈的一部分，長95公里、寬32公里，海拔高度1,243米。